# Rue Roodenberg
La rue Roodenberg est une rue bruxelloise de la commune d'Auderghem qui relie le boulevard des Invalides à la chaussée de Watermael sur une longueur de 80 mètres.

## Historique et description
Il s'agit d'un petit tronçon d’un chemin séculaire reliant le Hof ter Coigne et le prieuré de Valduchesse à travers champs, apparaissant sur la carte de Van Werden (1659) ainsi que sur la carte de de Ferraris (1771). Les agriculteurs d’Hof ter Coigne empruntaient ce chemin pour se rendre au prieuré de Valduchesse, propriétaire du moulin à eau où était moulu le grain de la région.
C'est ainsi qu'une partie de ce long chemin a été nommée chemin des Meuniers dans l’Atlas des Communications Vicinales (1843). Ce chemin commençait à l’actuelle rue des Brebis et se terminait 2 km plus loin au Kalkoven, à l’actuelle chaussée de Wavre, englobant les actuelles chaussée de Watermael, rue Roodenberg et des parties des avenue des Meuniers et avenue Charles Michiels.
Le vieux chemin des Meuniers fut scindé une première fois par la ligne de chemin de fer Bruxelles-Namur (1854), une seconde fois par la ligne Bruxelles-Tervuren (1881) et enfin par la création du boulevard des Invalides (1924).
Pour éviter les doublons de noms de rues dans la région bruxelloise, Watermael-Boitsfort débaptisa sa partie de la rue en 1910; Auderghem allait suivre cet exemple le 1er janvier 1917 pour en faire la rue Roodenberg. Dans l’atlas de 1843 mentionné plus haut, le champ (nl:veld) bordant la rue se nomma Roodenbergveld (rood: rouge), ce qui pourrait faire référence aux lueurs des feux du four à chaux en service jadis sur ce flanc de colline.
Le 30 mai 1930, la section longeant la voie Bruxelles-Tervueren fut redressée et renommée avenue des Meuniers, ne laissant qu'une minuscule section au-delà du boulevard des Invalides, qui demeura rue Roodenberg.